# Wolfgang Hempel (Sportjournalist)

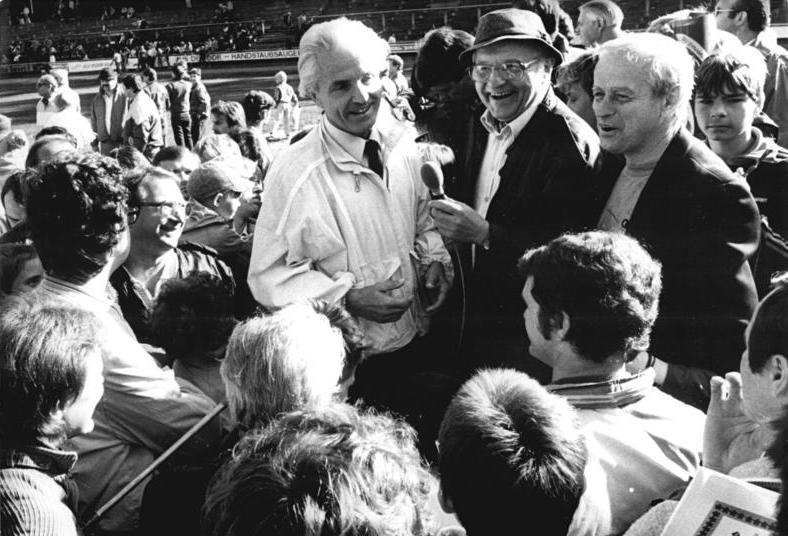
Wolfgang Hempel interviewt Georg Buschner

Wolfgang Hempel (* 8. Dezember 1927 in Neustadt an der Orla; † 4. Dezember 2004 in Erfurt) war ein deutscher Sportjournalist und -reporter.
Wolfgang Hempel zählte neben Heinz Florian Oertel zu den bekanntesten Sportreportern der DDR. Er war als Experte mit hoher Fachkompetenz und enormem Wissensschatz angesehen, was ihm den Spitznamen „Doktor“ einbrachte.

## Leben
Er spielte als Jugendlicher Fußball und war bis zum Wehrdienst beim Sportclub auf der Erfurter Cyriaksburg. Nach Kriegsende beendete er seine kaufmännische Lehre in Erfurt. Ab 1948 war er Sportreporter beim Thüringer Landessender Weimar, wo er insbesondere Fußball kommentierte und mit markanter Stimme früh sein Fachwissen und Können als Reporter unter Beweis stellte.
Anfang der 1950er Jahre wechselte Hempel nach Berlin und arbeitete über 45 Jahre lang für die Sportredaktionen des Deutschlandsenders sowie später von Radio DDR I und erlangte so DDR-weite Bekanntheit. Seine Sportarten waren auch hier der Fußball und Eishockey. Er kommentierte für den DDR-Rundfunk die DDR-Oberliga und den FDGB-Pokal, berichtete von acht Fußball-Weltmeisterschaften, den meisten Olympischen Spielen sowie 30 Eishockey-WM-Turnieren.
Eine seiner bekanntesten und schwierigsten Radioreportagen in dieser Zeit war die Berichterstattung vom Finale der Fußball-WM 1954 (Bundesrepublik Deutschland – Ungarn), das als Wunder von Bern in die Geschichte einging. Er und sein Co-Reporter Heinz Florian Oertel wurden auf Weisung der politischen Führung eingeschworen, für das sozialistische Bruderland Ungarn zu kommentieren. Hempel setzte dies als Fachmann auch ohne große Emotionen um, was ihm damals bei Fußballfans in der DDR, die natürlich auf die Bundesrepublik hielten, viel Kritik einbrachte. Allerdings galt Hempel niemals, auch nicht bei großen DDR-Erfolgen, im Gegensatz zu Heinz Florian Oertel, als emotionsgeladener Reporter. Er prägte einen deutlich nüchterneren und objektiv sachlicheren Stil. 1972 wurde er mit dem Vaterländischen Verdienstorden in Bronze ausgezeichnet; 1988 erhielt er im Kollektiv den Orden Banner der Arbeit Stufe I.
Nach der Wiedervereinigung arbeitete Hempel mehrere Jahre für Eurosport, wo er vor allem Wintersportarten kommentierte. Zum Abschluss seiner Reporterkarriere war er für das MDR-Landesfunkhaus Sachsen (Fernsehsendung Sachsenspiegel) und die Radiostation Landeswelle Thüringen tätig.
Wolfgang Hempel erlag am 4. Dezember 2004 im Alter von 77 Jahren den Folgen eines zu Beginn des Jahres erlittenen Gehirnschlags.